# Уяна
Уя́на — река в Томпонском районе Якутии, правый приток Хандыги. Длина реки — 189 км. Площадь водосборного бассейна — 2250 км².
Река берет начало на южных склонах Верхоянского хребта на высоте более 1000 м над уровнем моря. Течёт преимущественно в южном направлении сперва по горной местности, а затем по лесотундре с преобладанием лиственницы и берёзы. В верхнем течении встречаются наледи. Впадает в Хандыгу по правому берегу на отметке менее  110 м над уровнем моря, ниже впадения реки Лабыгы, в 64 км от устья Хандыги. Река в низовьях меандрирует, встречаются многочисленные осерёдки. Ширина в нижнем течении — 60-80 м при глубине 1-1,3 м; скорость течения в низовьях составляет 0,7 м/с. Населённые пункты на реке отсутствуют. 

## Основные притоки
Указаны притоки длиной 30 км и более
| Название   | Расстояние от устья | Длина | Положение |
| ---------- | ------------------- | ----- | --------- |
| Эльгекян   | 31                  | 61    | правый    |
| Нелбичиген | 88                  | 33    | правый    |
| Дюерюннэ   | 120                 | 45    | правый    |

## Данные водного реестра
По данным государственного водного реестра России и геоинформационной системы водохозяйственного районирования территории РФ, подготовленной Федеральным агентством водных ресурсов:
- Бассейновый округ — Ленский
- Речной бассейн — Лена
- Речной подбассейн — Алдан
- Водохозяйственный участок — Алдан от впадения реки Амга до устья
- Код водного объекта — 18030600912117300055969